# Ян Новак-Єзьоранський
Ян Новак-Єзьоранський (пол. Zdzisław Antoni "Jan Nowak" Jeziorański) — польський громадський діяч, політолог, політик, військовик Армії Крайової, емісар Уряду Польщі у вигнанні, багатолітній директор польського відділку радіо «Свобода», доктор honoris causa кількох університетів.
З 2004 року присуджують Нагороду Яна Новака-Єзьоранського установам або особам, що «представляють мислення держави для загального блага».

## Роки до Другої світової війни
Він навчався у Державній молодшій середній школі ім. Адама Міцкевича у Варшаві (був в одному класі з Яном Коттом і Різардом Матушевським). Після закінчення економічного факультету в 1936 році був старшим асистентом кафедри економіки Університету Познані. 29 червня 1937 року закінчив артилерійське резервне кадетське училище ім. Мартіна Катські і був направлений служити ще на військову службу в 2 —й дивізіон кінної артилерії ім. генерала Юзефа Совіньски. Будучи курсантом бомбардиром артилерії, в 1939 році був узятий під варту німцями на Волині.

## Період війни
Після втечі з полону, з 1940 року був активним у підпіллі, з 1941 року в [[Союз збройної боротьби|ZWZ (перейменований в 1942 році на Армію Крайову). Брав участь у акції «N» — це підземний пропагандистський матеріал, метою якого було зменшення моральності німецьких солдатів. З 1940 або 1941 рр. також працював на замовлення ZWZ у німецькій адміністрації, щоб отримати документи вторгнення, корисні для польських підпільних організацій. У 1940 році дебютував як політичний журналіст, надрукувавши есе про Конституцію від 3 травня в підпіллі видавництва «Знак».

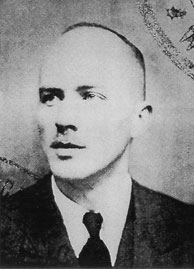
Ян Новак-Єзьоранський у 1943 році

У 1943 році виступив на посаду агента-кур'єра з польської влади за межами Польщі: під іменем Яна Квятковського він був відправлений до польської делегації у Стокгольмі. Після виконання завдання повернувся до країни. Після успіху цієї експедиції йому було надано набагато більш важливу функцію, оскільки, як емісар, він повинен був звернутися до польського уряду в Лондоні. Для потреб цієї місії прийняв псевдонім Ян Новак. Вийшов у 1943 році. У Англії він провів переговори з представниками польського уряду та англійською владою, включаючи прем'єр-міністра Уїнстона Черчилля (березень 1944 р.).
З Англії він був доставлений до Італії. У ніч на 26 липня 1944 року політ на літаку, який вирушив з авіабази в Бріндізі, і приземлився біля Тарнув (той же літак взяв на борт залишки ракети V-2 і кілька польських політиків — дія Bridge III ), і потім досяг Варшави як останнього емісара перед початком Варшавського повстання. Напередодні капітуляції, діючи за наказом командира Тадеуша Коморовського, поїхав до Лондона. Він приніс сотні документів і фотографій. Як емісар Домашньої армії, отримав прізвисько Кур'єр з Варшави. Використовував фальшиві документи, які зазначалися в ім'я Яна Новака і дата народження 15 травня 1913 пізніше часто помилково дається як фактичний день народження.

## Весілля під час Варшавського повстання
Під час Варшавського повстання одружився з Ядвігою Вольською, позивний «Грета». Їх весілля було відзначено у перерві між похоронами і тривало всього 7 хвилин. Ядвіга Новак померла у США у 1999 році.

## Період еміграції після 1945 року

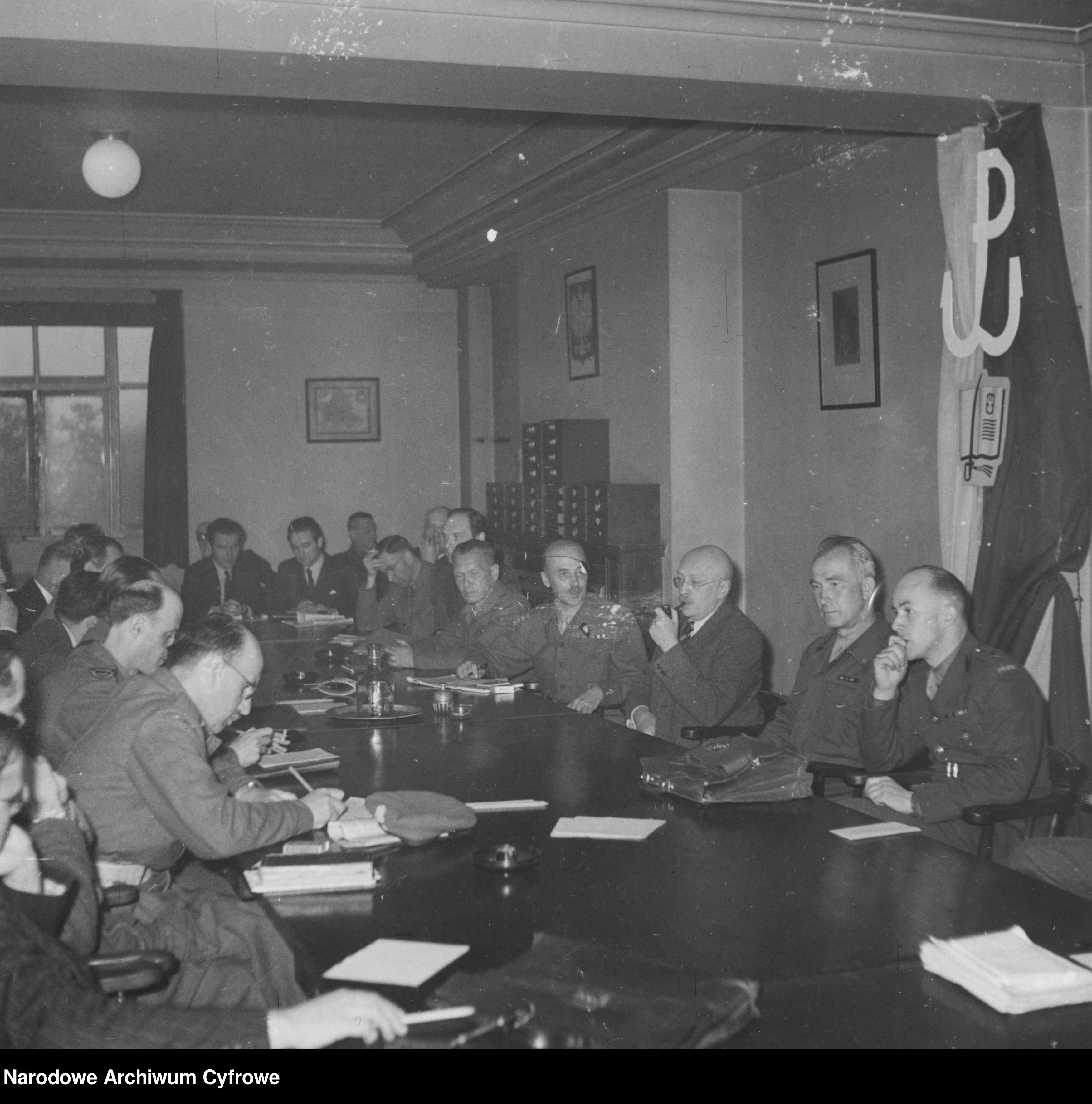
Прес-конференція Головнокомандувача генерала Тадеуша Бора-Коморовського. У правому ряду справа: 2-й лейт. Ян Новак-Єзоранський, генерал Антоні Хрусцель, міністр Адам Прагієр, генерал Тадеуш Бур-Коморовський, генерал Тадеуш Пелчинський. Лондон. 1945

Після війни залишився на Заході. Жив у Лондоні, Мюнхені та Вашингтоні. У 1948—1951 роках працював у польській редакції Британської радіостанції BBC. Його діяльність у Великій Британії допомагала західній громадськості усвідомити масштаби нацистських злочинів у Польщі. У той час він працював на BBC у польській секції.

## Радіо Свобода

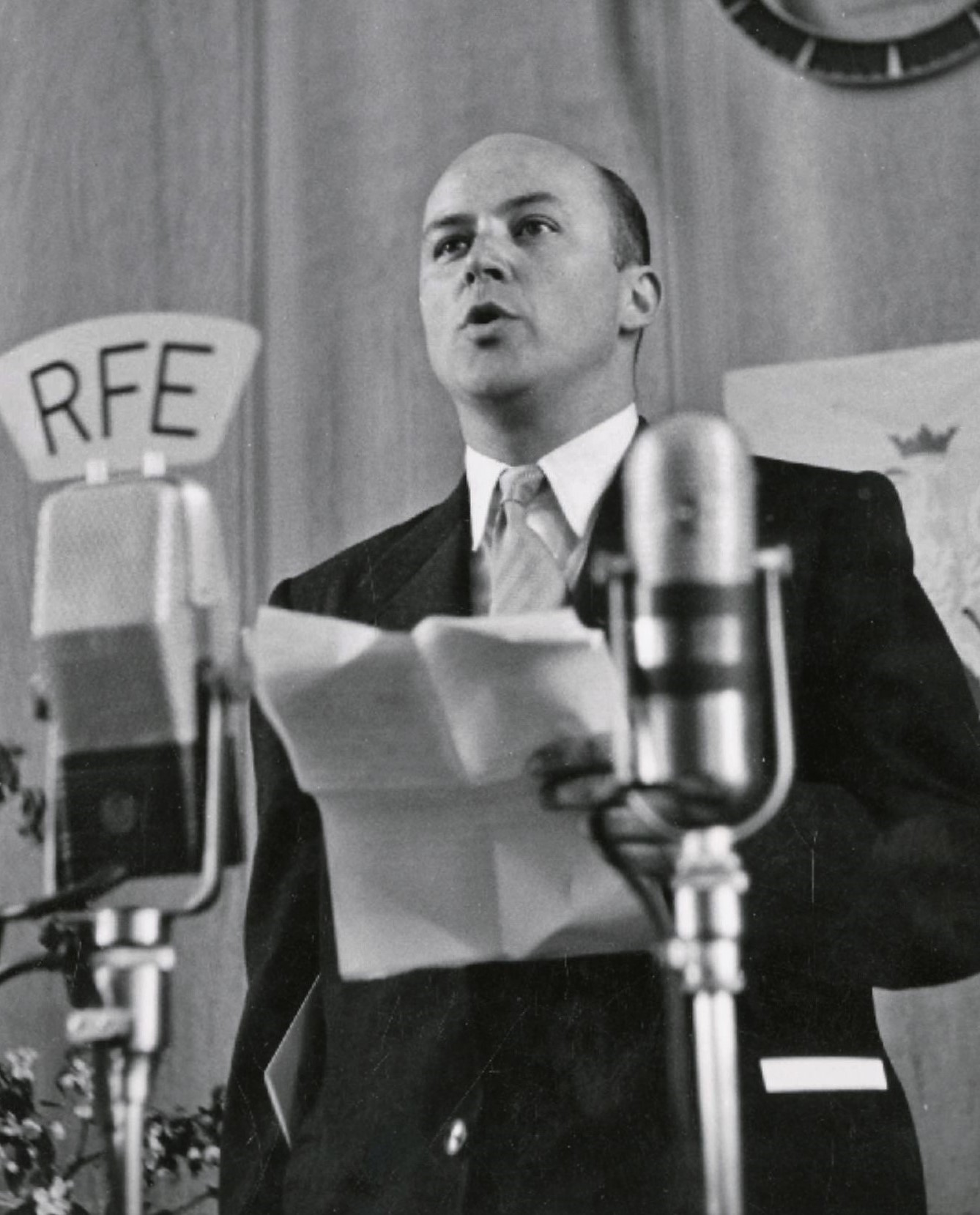
Ян Новак-Єзьоранський виступає на Радіо Вільна Європа, 3 травня 1952 року

Наприкінці 1951 р. взяв участь у керівництві польського редакції радіо Свобода. Організовував це кілька місяців, перш за все, збираючи команду співробітників. Перша програма вийшла в ефір на країну 3 травня 1952 року. Він керував польською редакцією RWE безперервно до 1 січня 1976 року, коли його замінив Зигмунт Міхаловський (1918—2010).

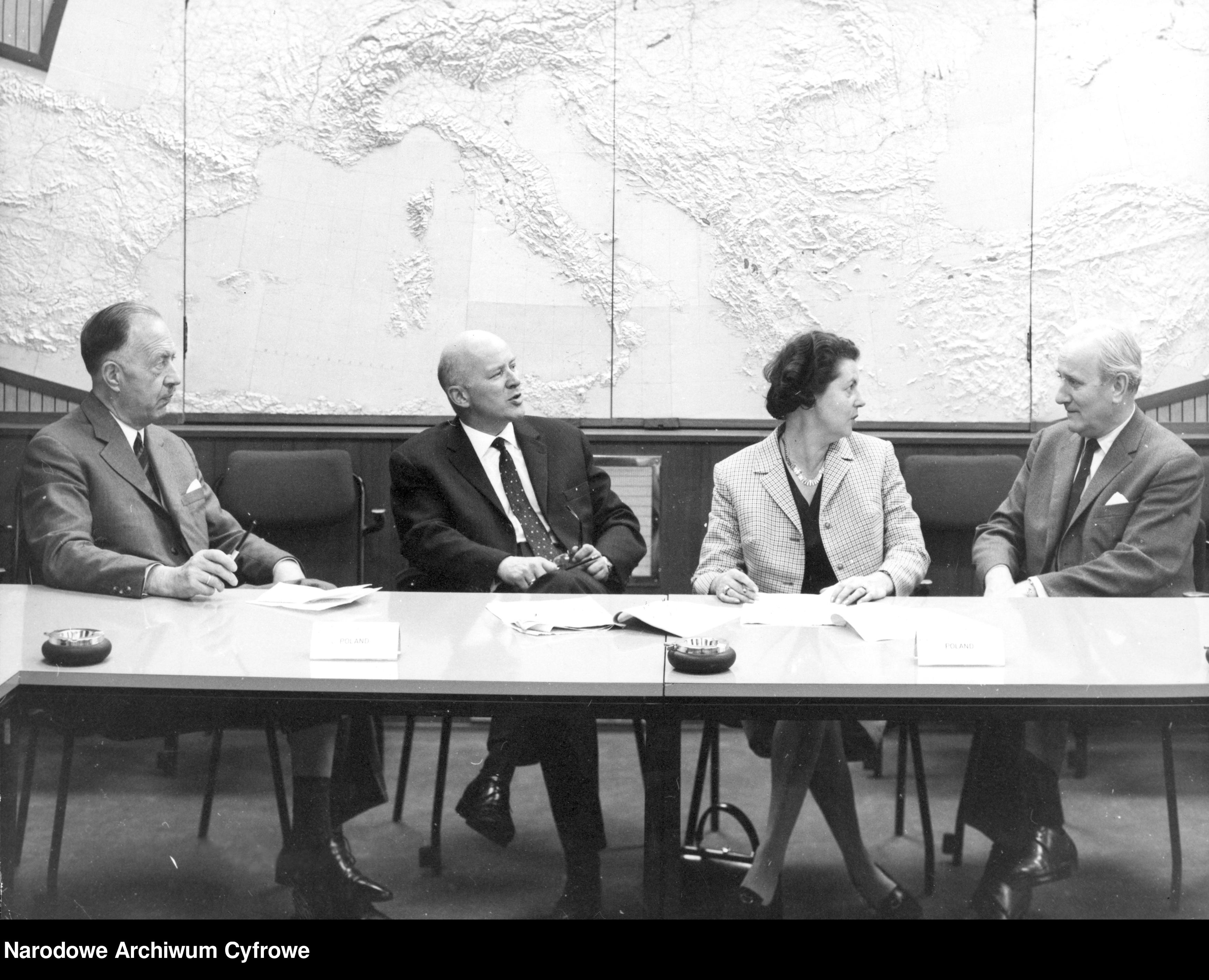
Програмна конференція Польського мовлення Радіо Вільна Європа. Сидять зліва: Тадеуш Завадський-Женчиковський, Ян Новак-Єзьоранський, Ганна Ратова, Цезарій Шульчевський (1961)

Він був надзвичайно активним політичним активістом. Автор багатьох книг, сотень статей, був залучений у багато публічних та політичних акціях. Однак його найбільшим досягненням було радіозв'язок, особливо його діяльність у керуванні польським радіо «Вільна Європа». На початковому етапі організації радіостанції «Радіо Вільна Європа» Леслав Бодєнський та Станіслав Стрецельський очолили польську секцію в Нью-Йорку. Після початку корейської війни влада США вирішила реорганізувати радіостанцію RWE та забезпечити їй високий радіо- та професійний стандарт. Це було забезпечено шляхом прямого розміщення всієї станції в Мюнхені та забезпечення її належного технічного, фінансового та журналістського обслуговування. Після консультації з представниками Національної ради Республіки Польща функцію глави польської мовної станції в Мюнхені було доручено в грудні 1951 року Яну Новаку-Єзьоранському. Ще до кінця місяця Новак-Єзьоранський призначив редакцію, до якої входили фахівці з довоєнного польського радіо, кореспонденти ПАТ, польські журналісти та політичні оглядачі.
Багато років Новак-Єзьоранський був пов'язаний з польським радіо. Він вперше з'явився в 1930-х роках в програмі розвідки у віці 16 років. Під час окупації співпрацював з повстанським радіо «Блискавица», завдяки якому давав варсовцям інформацію про останні події з фронту. У 1994 році він почав колонку «Polska z oddali», транслюється в програмі I Польського радіо. Потім він зробив циклічні коментарі під назвою «Польща з закриття».

## Польсько-американський конгрес
Після виходу з RWE протягом 20 років він був активним представником на польсько-американському конгресі (національний директор 1980—1996), також був консультантом Ради національної безпеки США. Багато років активно працював на польських форумах, і завдяки значному впливу на еліту США зіграв важливу роль при вступі Польщі до НАТО. Член польського наукового товариства за кордоном (з 1985 року).

## Останні роки життя в Польщі
Вперше після війни прибув до Польщі у серпні 1989 року на запрошення Леха Валенси. Потім регулярно відвідував країну до початку свого постійного проживання в Польщі у 2002 році. Протягом свого перебування в Польщі, як і в еміграції, активно займався політичною діяльністю.
На президентських виборах 1995 року Новак-Єзьоранский підтримав Леха Валенсу, вважаючи його гарантією продовження прозахідної зовнішньої політики Польщі. Він був запрошений ним на теледебати з Александром Кваснєвським, який разом із Єжи Мареком Новаковським задавав питання.
Під час виборчої кампанії 2000 року не хотів переобрання Олександра Кваснєвського. Нарешті, він підтримав кандидатуру Анджея Олеховського.
Перемога Союзу демократичних лівих сил на парламентських виборах у 2001 році зробила важливий крок на шляху до інтеграції з Європейським Союзом і, незважаючи на свій скептицизм до посткомуністичних лівих в інтерв'ю Польському радіо сказав: «може мені не подобається цей уряд, але він був обраний на вільних виборах і він є моїм урядом, оскільки він є польським урядом».

## Повернення до Польщі

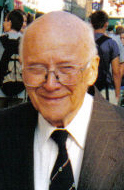
Ян Новак-Єзьоранський

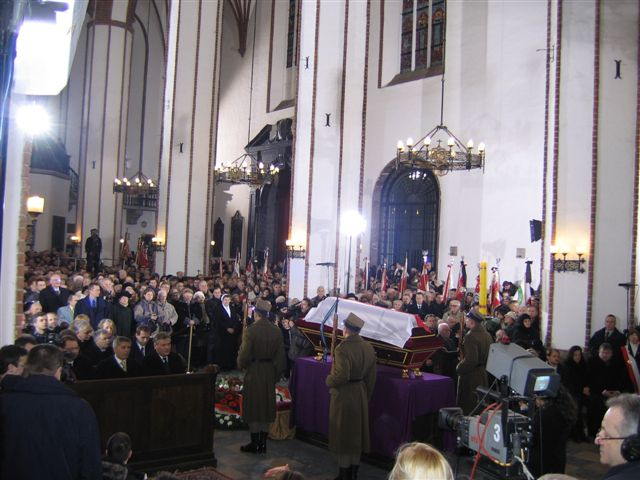
Похорон «Кур'єра з Варшави» – меса в Архикатедральній базиліці св. Івана Хрестителя, Варшава 26 січня 2005 року

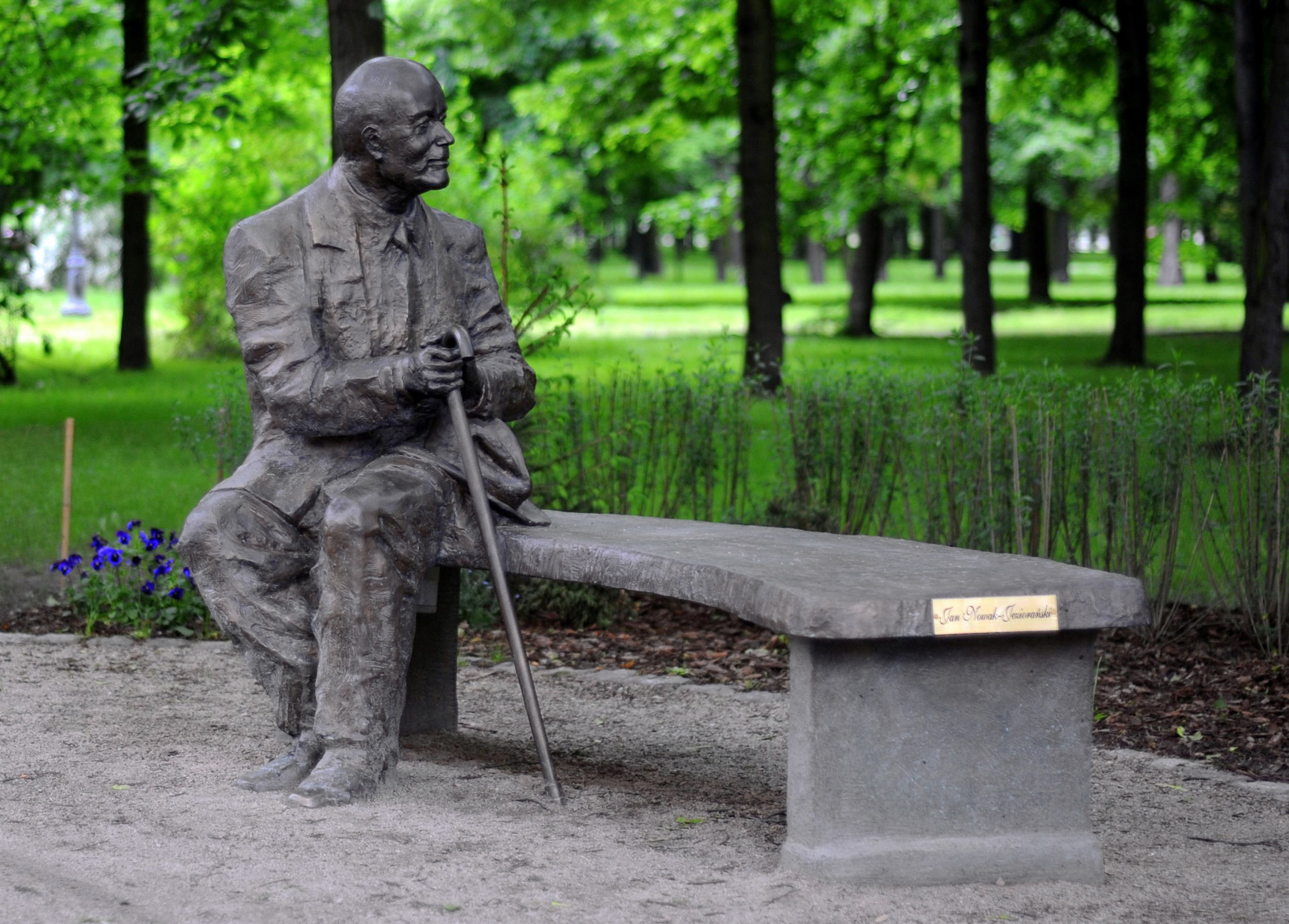
Лава Яна Новака-Єзоранського на вул. Черняковської у Варшаві

У липні 2002 року, після 58 років еміграції, Ян Новак-Єзьоранский повернувся до Польщі й облаштувався у Варшаві, на вулиці Czerniakowska 178 a. Посилаючись на назву книги Польщі з відстані, він тоді сказав: «настає момент, коли не можна дивитись на країну з відстані. Саме тому я вирішив уважно подивитися на Польщу».
З самого початку обговорення вступу Польщі до Європейського Союзу брав участь на боці інтеграції і був переконаний, що немає альтернативи інтеграції країни з Європейським союзом. Він співпрацював з науковими та громадськими установами, які поширювали ідеї європейської єдності та співпраці (польського фонду Роберта Шумана та Інституту стратегічних досліджень).
У листопаді 2002 року президент Литви Валдас Адамкус на знак визнання заслуг Новака-Єзьоранского в підтримці Литви в її прагненні до НАТО дав йому звання почесного громадянина Литви.
Виступив у дебатах, що виникли навколо участі Польщі на стороні США в іракському конфлікті. За його словами, просте надсилання польських військ до Іраку було помилкою, але коли це сталося, Польща, на його думку, повинна твердо вимагати конкретних вигод від Вашингтона в обмін на військову допомогу в Іраку.

## Співзасновник, почесний президент
Був співзасновником та почесним президентом Асоціації працівників польського радіомовлення у Варшаві та співзасновником та почесним головою Ради Фонду Східноєвропейського коледжу у Вроцлаві. З 2004 року у Вроцлаві нагорода Яна Новака-Єзьоранського була представлена як щорічна. Першим лауреатом став Тадеуш Мазовецький. Головним девізом нагороди є «мислення про державу як загальне благо». Її лауреатами були багато міжнародних державних діячів.

##### Публікації
Він був автором книг на політичні теми та незліченних радіопрограм (включаючи знамениті виступи в RWE), водночас цінним експертом у політичних питаннях, активним у ЗМІ до самої смерті.
- Польська дорога до свободи 1952—1973 (Gryf Publications Ltd, Лондон 1974 )
- Кур'єр з Варшави (Renewal, Лондон 1978, ISBN  0-903705-184 [Тверда палітурка], ISBN  0-903705-656 [М'яка обкладинка], національне питання поза цензури з 1981 року, перший національний офіційний: Res Publica Видавець — Видавничий інститут соціального знака в 1989, ISBN  83-7006-102-8 )
- Польща залишалася сама (фондова книга Полонія, Лондон 1980 )
- Війна в ефірі. Спогади Том I 1948—1956 (Регенерація, London тисячі дев'ятсот вісімдесят п'ять, 1 986, ISBN  0-903705-56-7 )
- Польща на відстані. Війна в повітрі — Спогади 1956—1976 (поновлення, Лондон 1988, ISBN  0-903705-64-8 )
- У пошуках надії ( Cooperative видання «читач» в 1993 році, ISBN  83-07-02295-9 )
- Говорячи про Польщу ( Cooperative видання «читача» в 1995 році, ISBN  83-07-02466-8 )
- Польща вчора, сьогодні і завтра ( Cooperative видавництво «читач» 2000 року, ISBN  83-07-02748-9 )
- Факти, події, думки ( Cooperative видавництво «читач» у 2001 році, ISBN  83-07-02857-4 )
- Ян Новак, Єжи Гедройц, Листи 1952—1998 (вибір, розробка та впровадження Доброславом Platt, Товариство друзів Оссолінеум 2001, ISBN  83-7095-052-3, Серія: "Ян Новак-архів в Департаменті Національної Jeziorański ім. Оссолінськіх", том 1)
- Польща близько (Видавець Mark 2003, ISBN  83-240-0296-0 )
- Польська дорога до дороги НАТО / Польщі в НАТО (відбір і розвиток Доброславом Платт, вхід Єжи Kozminski, Товариство друзів Оссолінеуму 2006, ISBN  83-7095-079-5; Серія: "Ян Новак-архів в Департаменті Національної Jeziorański їм Ossolińskich.", Том 2)